# Reggello
Reggello – miejscowość i gmina we Włoszech, w regionie Toskania, w prowincji Florencja.
Według danych na rok 2004 gminę zamieszkiwało 14 138 osób, 116,8 os./km².